# Матлахов, Алексей Власович
Алексей Власович Матлахов (10 декабря 1904, с. Дербетовка, Апанасенковский район – 22 ноября 1987, г. Ипатово, Ипатовский район) — участник Великой Отечественной войны, старший чабан племенного овцеводческого совхоза «Советское руно» Министерства совхозов СССР, Ипатовский район, Ставропольский край. Герой Социалистического Труда (30.12.1950).

## Биография
Родился 10 декабря 1904 года в селе Дербетовка ныне Апанасенковского района Ставропольского края.
С 1929 года работал чабаном в племенном овцеводческом совхозе «Советское Руно» Ипатовского района, с 1932 года в должности старшего чабана, а затем – овцевода-зоотехника.
Участник Великой Отечественной войны. С 1941 года – в Красной Армии призван Ипатовским РВК . Красноармеец Матлахов воевал в составе 196-го гвардейского стрелкового полка 67-й гвардейской стрелковой дивизии. Матлахов телефонист батареи 76 мм пушек 256го стрелкового полка 30-й стрелковой дивизии 30.12.1944 г. при отражении контратаки противника под огнём устранил 4 порыва телефонного кабеля, чем обеспечил бесперебойную связь с командованием. Награждён 256 сп 30 сд.
Демобилизовавшись из Красной Армии, вернулся в племенной овцеводческий совхоз «Советское Руно» Ипатовского района Ставропольского края. С 18 сентября 1945 года – зоотехник, а с 1948 года – старший чабан совхоза. В 1949 году получил от 612 голов тонкорунных овцематок по 6,75 килограмма шерсти в среднем на овцематку при выходе 137 ягнят к отбивке на каждые 100 маток, имевшихся на начало года.
Указом Президиума Верховного Совета СССР от 30 декабря 1950 года за достижение высоких показателей в животноводстве в 1949 году при выполнении совхозом плана сдачи государству сельскохозяйственных продуктов и за выполнение годового плана прироста поголовья по каждому виду продуктивного скота и птицы Матлахову Алексею Власовичу присвоено звание Героя Социалистического Труда с вручением ордена Ленина и золотой медали «Серп и Молот».
Всего имел тринадцать орденов и медалей, множество почётных грамот, благодарностей и премий, имел звание
«Лучший чабан Ставрополья». В дальнейшем вышел на пенсию.
Умер 22 ноября 1987 года г. Ипатово Ипатовский район, Ставропольский край.

## Награды
- Золотая медаль «Серп и Молот» (30.12.1950)
- Орден Ленина (30.12.1950)
- Орден Трудового Красного Знамени (22.10.1949)
- Медаль «За отвагу» (30.12.1944)
- Медаль «В ознаменование 100-летия со дня рождения Владимира Ильича Ленина» (6 апреля 1970)
- Медаль «За победу над Германией в Великой Отечественной войне 1941—1945 гг.» (9 мая 1945[6])
- Юбилейная медаль «Двадцать лет Победы в Великой Отечественной войне 1941—1945 гг.» (7 мая 1965[7])
- Медаль «За трудовое отличие»
- Медаль «Ветеран труда»

- медалями ВДНХ СССР:

## Память
- На могиле установлен надгробный памятник.
- На территории п. Советское Руно установлены памятники Героям Социалистического Труда [8].